# Dimitar Kostov
Dimitar Kostov (27 de julho de 1936) é um ex-futebolista profissional e treinador búlgaro, que atuava como defensor.

## Carreira
Dimitar Kostov fez parte do elenco da Seleção Búlgara de Futebol da Copa do Mundo de 1962.